# Bellevalia olivieri
Bellevalia olivieri là một loài thực vật có hoa trong họ Măng tây. Loài này được (Baker) Wendelbo mô tả khoa học đầu tiên năm 1985.